# إيقاع السحر
إيقاع السحر (بالكورية: 안나라수마나라) هو مسلسل ويب كوري جنوبي، مبني على ويبتونز «أناراسومانارا» الذي آلفه ها ايل كوون، من بطولة جي تشانغ ووك وتشوي سونغ إيون وهوانغ إن-يوب. يحكي المسلسل الدرامي الموسيقي قصة يون أي يي (تشوي سونغ ايون)، الفتاة التي تريد أن تكبر بسرعة، ولي يول (جي تشانغ ووك)، ساحر غامض بالغ لكنه يريد أن يبقى طفلاً. تم إصدار المسلسل بواسطة نتفليكس في 6 مايو 2022.

## القصة
هي دراما موسيقية عاطفية تدور أحداثها حول يون أي يي، طالبة المدرسة العادية، التي رغبت في أن تصبح ساحرة منذ أيامها الأولى. كانت تتمنى أن تكبر بشكل أسرع لتحقيق حلمها. ثم تقابل ساحرًا بالغًا، لي يول، الذي يريد إيقاف الوقت والبقاء كطفل. تاخذ حياتها مسارا أخر بعد مقابلتها له.

## بطولة
- جي تشانغ ووك في دور لي ايول، ساحر غامض يعيش في مدينة ملاهي مهجورة. يريد أن يظل طفلاً حتى بعد أن أصبح بالغًا.[6]
- تشوي سونغ إيون في دور يون اه-يي، فتاة تريد أن تصبح راشدة في وقت مبكر جدًا.[7]
- هوانغ ان يوب في دور نا إيل ديونغ، طالب ثانوي موهوب لا يعرف كيفية التواصل مع الآخرين، وهو منغمس فقط في دراسته.[8]

## الإنتاج

### ينتج
في يوليو 2020، أفيد أن كيم سيونغ-يون، الذي أخرج دراما حب تحت ضوء القمر وإتايوان كلاس، في محادثات لإخراج دراما أصلية من 6 حلقات لصالح نتفليكس بعنوان «أناراسومانارا» استنادًا إلى ويب توون الذي يحمل نفس الاسم الذي انشائه ها ايل كوون. في أبريل 2021، أعلنت نتفليكس رسميًا عن إنتاج المسلسل باسم «إيقاع السحر» ستتولى مسؤولية الإنتاج شركة جي تي بي سي استوديوز وكونتنت زيوم التابعة لها. ستكتب المسلسل كيم مين-جيونغ، التي عملت مع المخرج كيم سيونغ-يون في الدراما «حب تحت ضوء القمر».

### طاقم
في ديسمبر 2020، أعلن مسؤول من جلوروس انترتمنت أن جي تشانغ ووك عُرض عليه دور الساحر وكان يجري محادثات لتمثيل دور البطولة في المسلسل. في نفس الشهر، ورد أيضًا أن هوانغ ان يوب قد عُرض عليه دور نا إيل ديونغ. في فبراير 2021، أعلنت ايس فكتوري أن تشوي سونغ ايون تجري محادثات للانضمام في الدراما بعد تلقت عرض للعب دور يون اه يي. في أبريل 2021، أفيد أن نام دا ريوم قد انضم إلى هذا الفريق وحضر قراءة السيناريو. سوف يلعب دور شخصية جي تشانغ ووك المراهق، لي ايول. في نفس الشهر، أعلنت نتفليكس رسميًا عن الإنتاج بالإضافة مع تأكيد كل من جي تشانغ ووك وتشوي سونغ ايون وهوانغ ان يون بدور البطولة. في يوليو 2021، تم اختيار الممثلة الصاعدة هونغ سونغ هي لتلعب دور جيسو، صديقة لي ايول. في سبتمبر 2021، أعلن عن انضمام الممثل يو جاي ميونغ، سيلعب دور والد نا إيل ديونغ.

### التصوير
في 26 يوليو 2021، أفيد أن جي تشانغ ووك وأحد الموظفين أثبتت إصابتهم بـ COVID-19. نظرًا لأن الممثل خضع للحجر الصحي الذاتي وفقًا لتعليمات، فقد تم تعليق تصوير المسلسل. في 11 أغسطس 2021، تم استئناف التصوير، حيث ورد أن جي قد تعافى من كوفيد-19.

## روابط خارجية
- إيقاع السحر على موقع IMDb (الإنجليزية)
- إيقاع السحر على موقع روتن توميتوز (الإنجليزية)
- إيقاع السحر على موقع روتن توميتوز (الإنجليزية)
- إيقاع السحر على موقع نتفليكس (الإنجليزية)
- إيقاع السحر على موقع كينوبويسك (الروسية)
- إيقاع السحر على موقع قاعدة بيانات الفيلم (الإنجليزية)
- إيقاع السحر على هانسينما